# Bufonia calyculata
Bufonia calyculata är en nejlikväxtart som beskrevs av Pierre Edmond Boissier och Bal. Bufonia calyculata ingår i släktet Bufonia och familjen nejlikväxter. Inga underarter finns listade i Catalogue of Life.